# Генералітет
Генералітет — загальна назва осіб вищого командного і начальницького складу збройних сил країн світу, у сухопутних військах, повітряних силах та на флоті, а також й в інших силових структурах, які належать та мають вищі військові звання генералів.

## Сучасні генеральські звання

### Вищі офіцери Збройних Сил України
- бригадний генерал (командор для ВМС ЗСУ);
- генерал-майор (контрадмірал для ВМС ЗСУ);
- генерал-лейтенант (віцеадмірал для ВМС ЗСУ);
- генерал (адмірал для ВМС ЗСУ).

### Генералітет деяких Збройних сил (англофонська система[1])
- бригадний генерал (бригадир) (комодор (контрадмірал) для ВМС);
- генерал-майор (контрадмірал для ВМС);
- генерал-лейтенант (віцеадмірал для ВМС);
- генерал (адмірал для ВМС);
- фельдмаршал (маршал) (адмірал флоту для ВМС).

### Генералітет деяких Збройних сил (франкофонська система[2])
- бригадний генерал;
- дивізійний генерал;
- корпусний генерал;
- армійський генерал;
- маршал

### Знаки розрізнення генералітету сухопутних військ країн

Генерал-майор (англ. major general) (Австралійська армія)
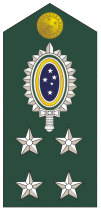
Генерал (порт. General-de-exército) (Бразильська армія)
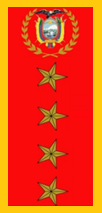
Генерал (ісп. General de Ejercito) (Армія Еквадору)
Генерал-лейтенант (фін. Kenraaliluutnantti) (Фінська армія)
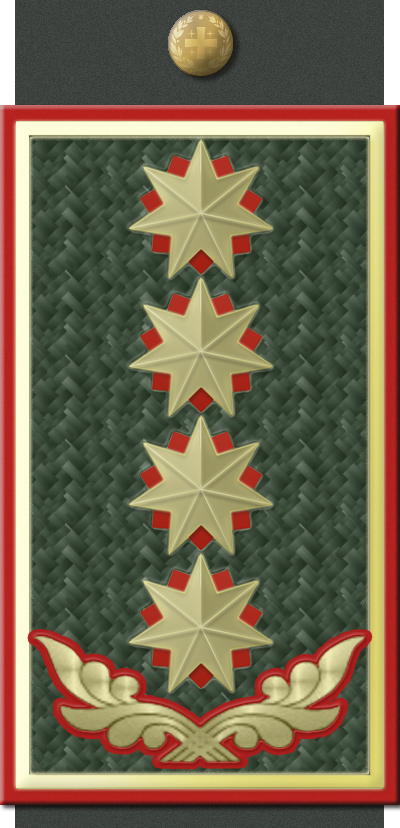
Генерал (груз. არმიის გენერალი) (Збройні сили Грузії)
Стратег (грец. Στρατηγός) (Грецька армія)
Генерал (івр. אלוף) (Сухопутні війська Ізраїлю)
Генерал (Індійська армія)
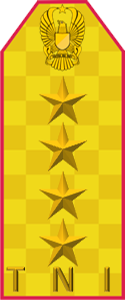
Генерал (Індонезійська армія)
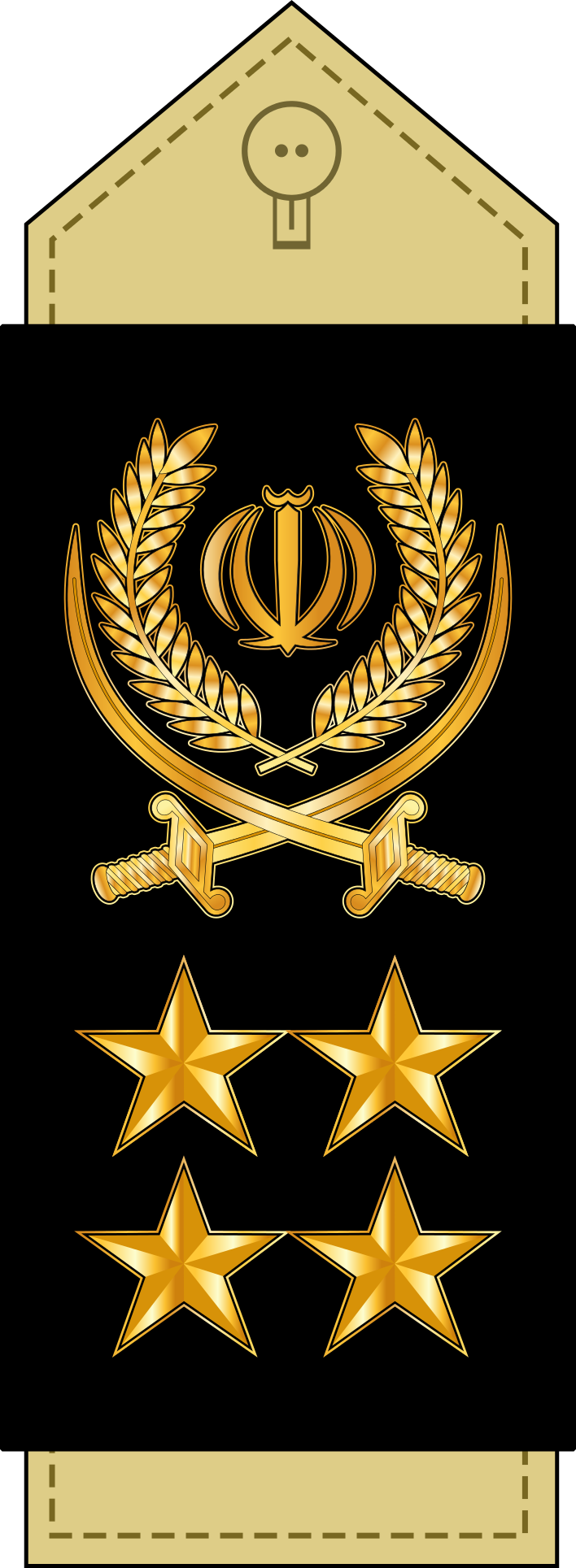
Генерал (перс. ارتشبد) (Армія Ірану)
Генерал армійського корпусу (італ. Generale di corpo d'armata) (Італійська армія)
Бригадний генерал (англ. Brigadier general) (Канадська армія)
Генерал-майор (Колумбійська армія)
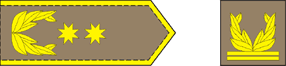
Генерал-майор (мак. Генерал мајор) (Армія Македонії)
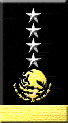
Генерал (Мексиканська армія)
Генерал-лейтенант (нід. Luitenant - generaal) (Нідерландська армія)
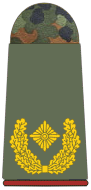
Бригадний генерал (нім. Brigadegeneral) (Бундесвер, Німеччина)
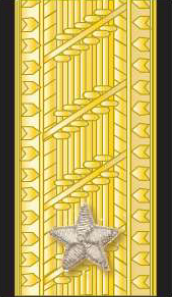
Бригадир (норв. Brigader) (Норвезька армія)
Генерал дивізії (пол. Generał dywizji) (Сухопутні війська Польщі)
Генерал (Португальська армія)
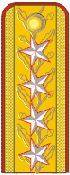
Генерал (Сухопутні війська Румунії)
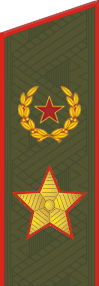
Генерал армії (Росія) (Сухопутні війська Російської Федерації)
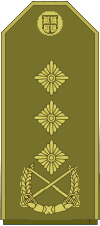
Генерал-підполковник (серб. Генерал-потпуковник) (Сухопутні війська Сербії)
Генерал (англ. General (United States) (Армія США)
Генерал (англ. General (United States) (Корпус морської піхоти США)
Генерал (тай. พลเอก) (Таїландська армія)
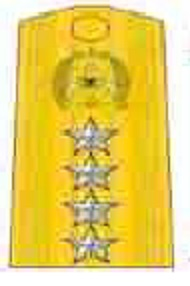
Генерал (тагал. Heneral) (Філіппінська армія)
Армійський генерал (фр. Général d'armée) (Французька армія)
Генерал армії (Армія Чилі)
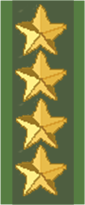
Генерал (Шведська армія)

### Генералітет деяких Збройних сил (стара європейська система)
- бригадний генерал (бригадир);
- генерал-майор;
- генерал-лейтенант;
- генерал або генерал-капітан;
- генерал-полковник;
- фельдмаршал або генерал-фельдмаршал